# Eupatorus gracillicornis
Eupatorus gracillicornis är en skalbaggsart som beskrevs av Gilbert John Arrow 1908. Eupatorus gracillicornis ingår i släktet Eupatorus och familjen Dynastidae.

## Underarter
Arten delas in i följande underarter:
- E. g. edai
- E. g. kimioi

## Bildgalleri

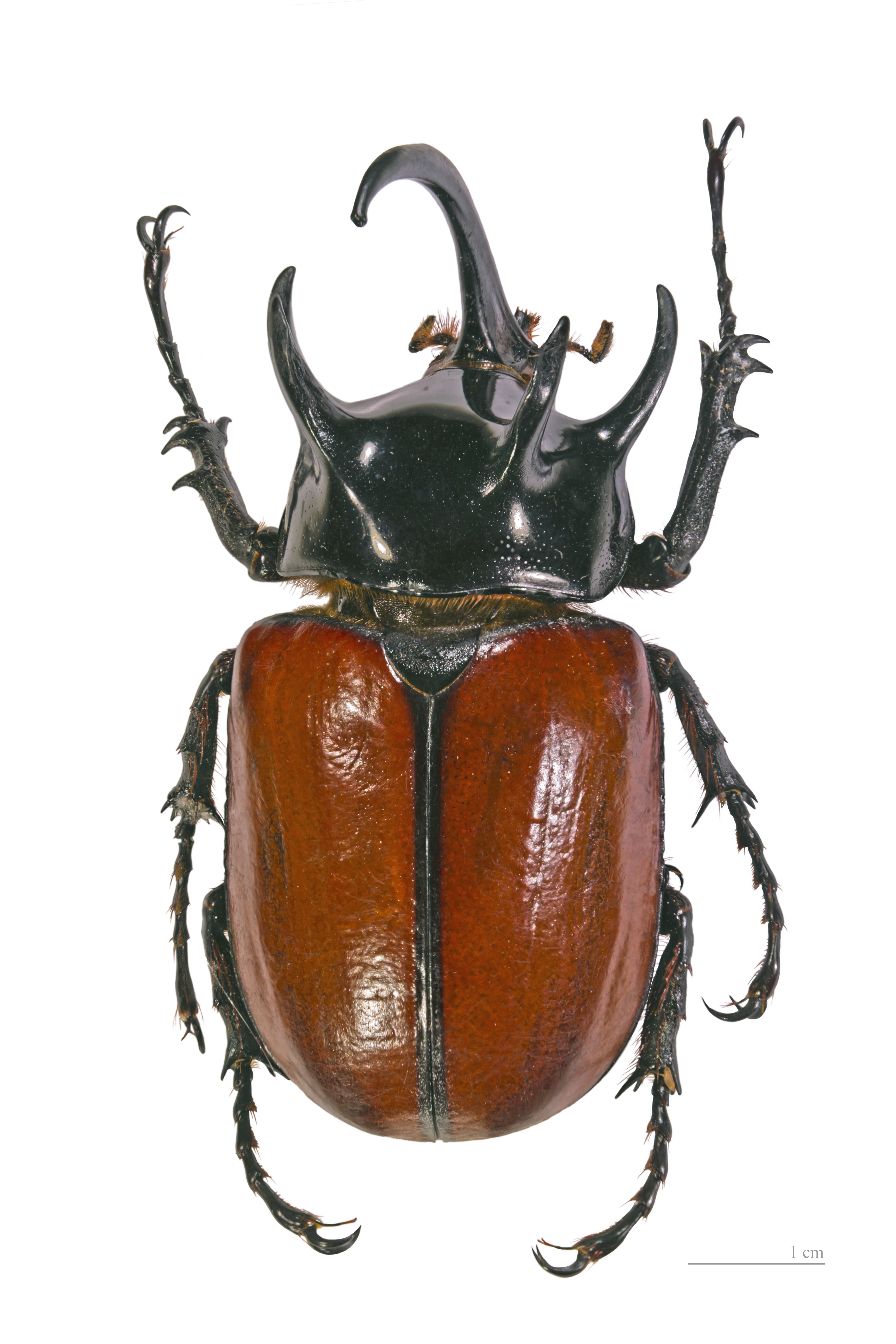
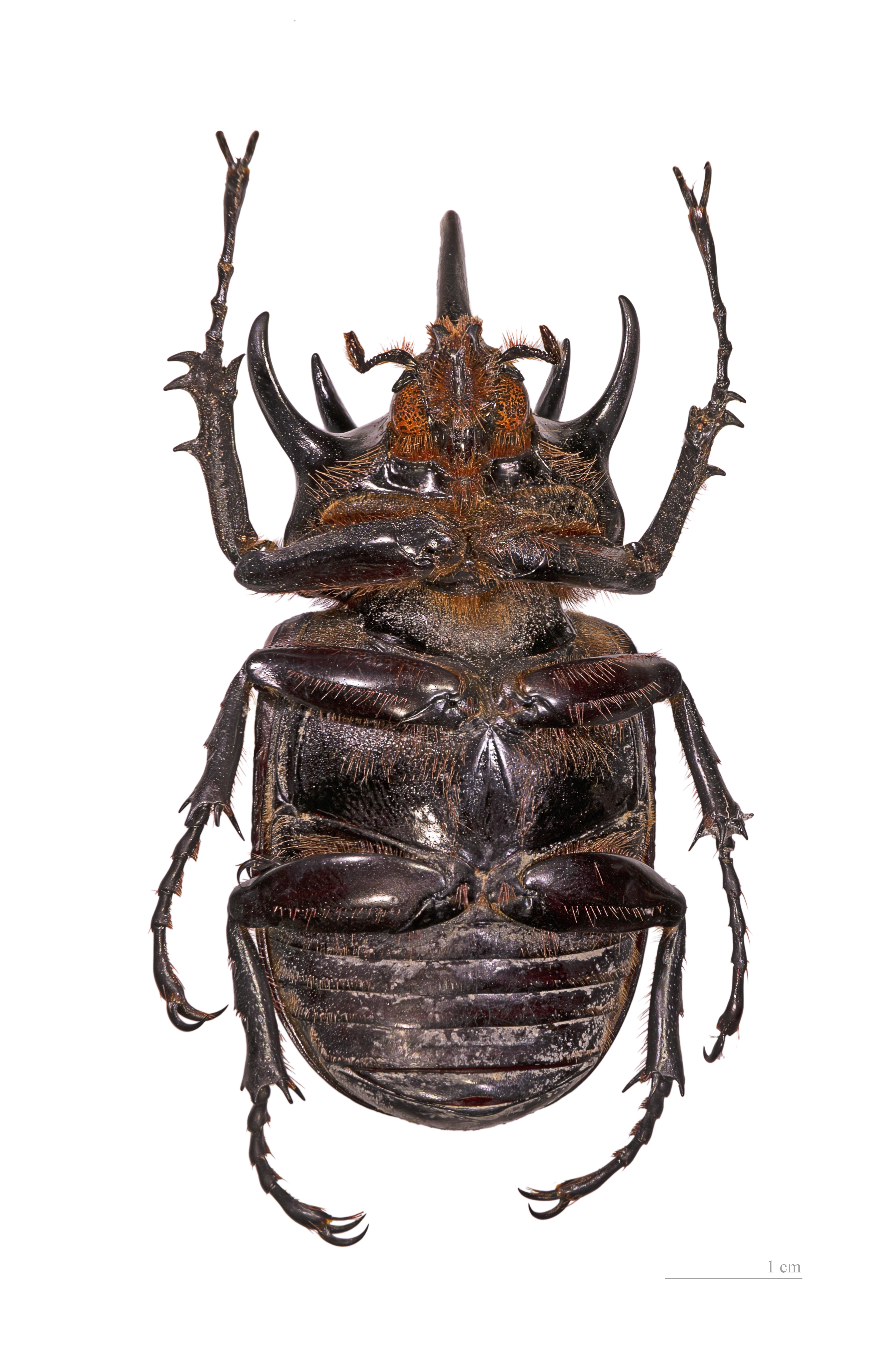
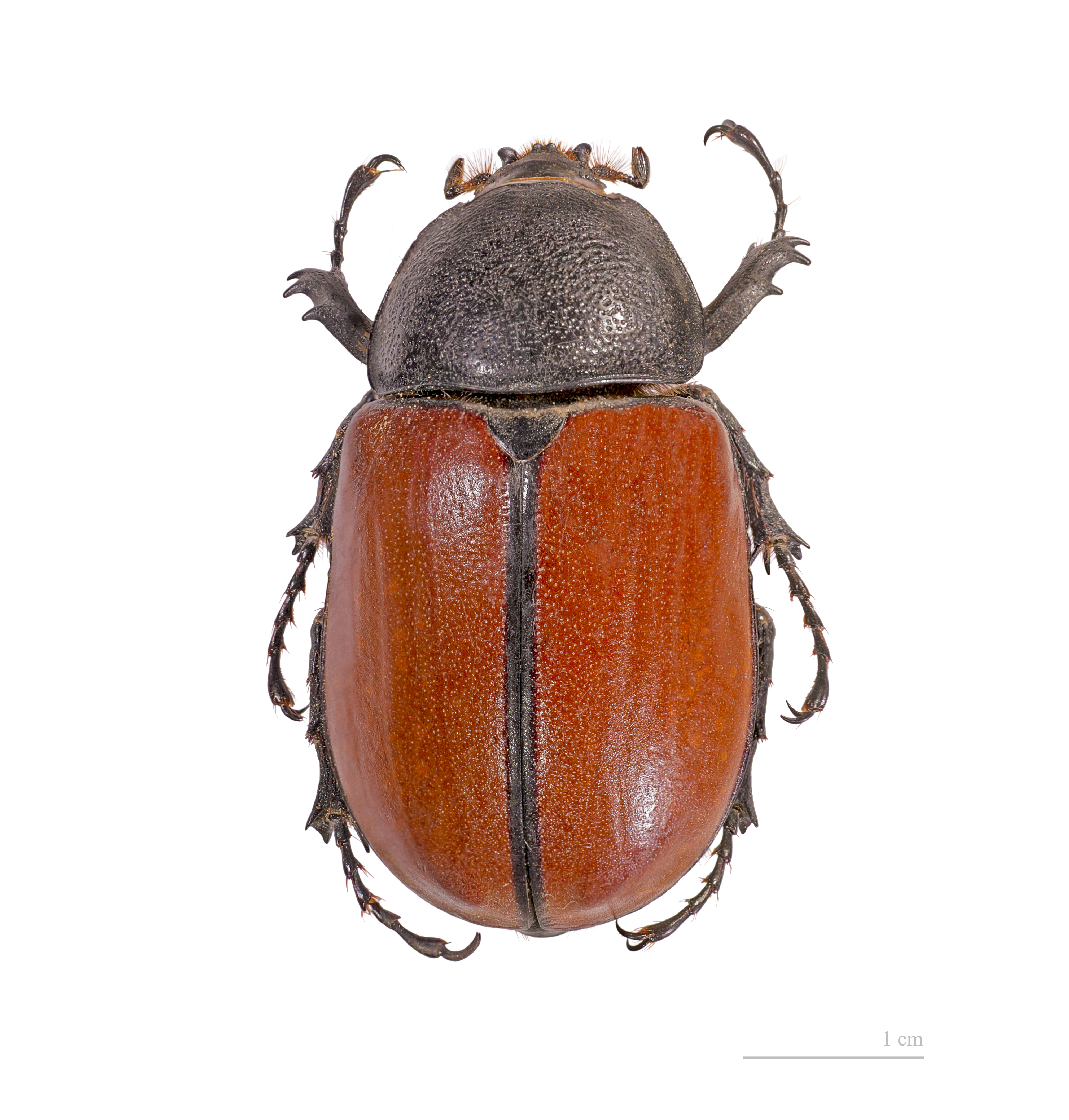
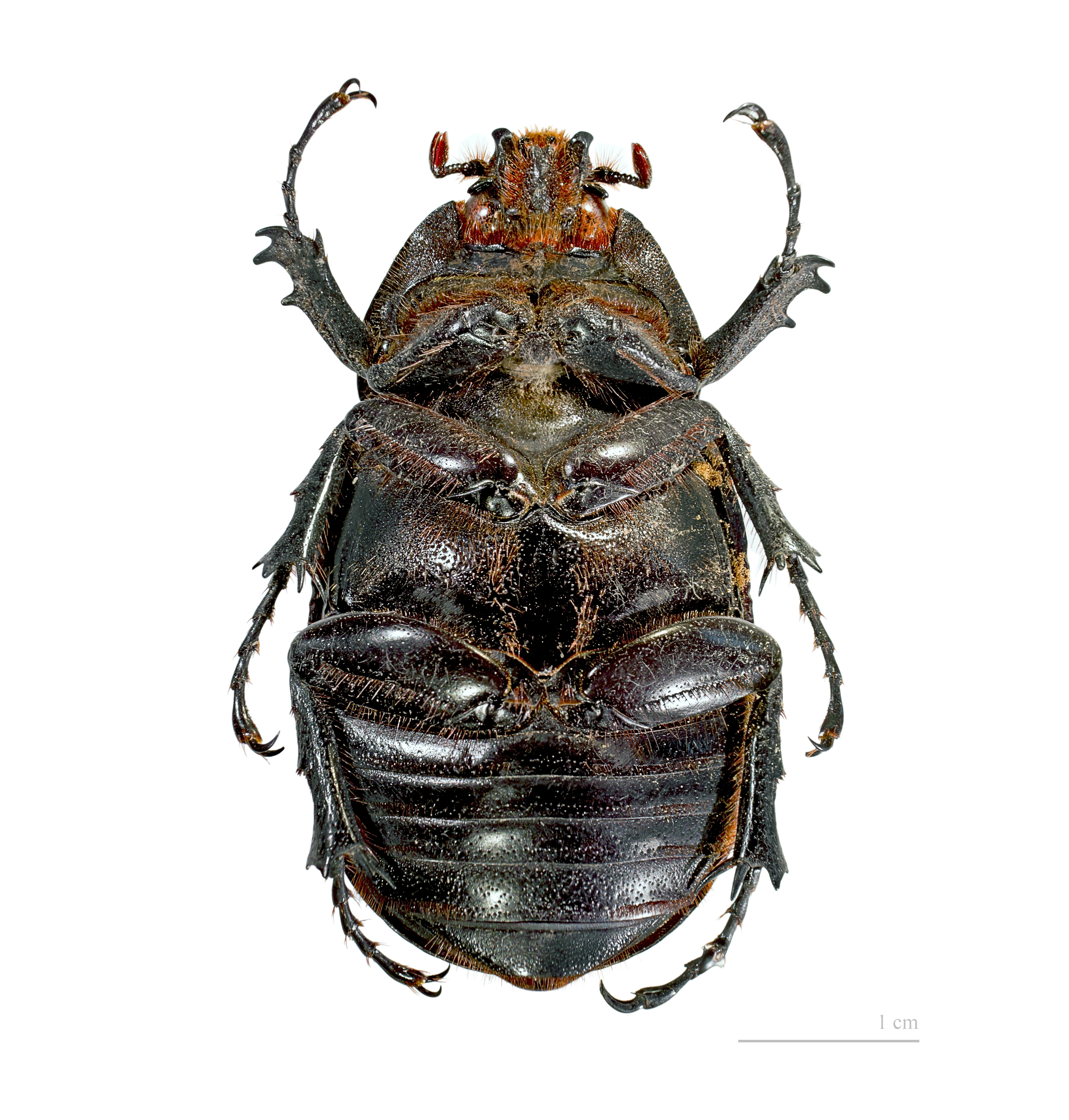
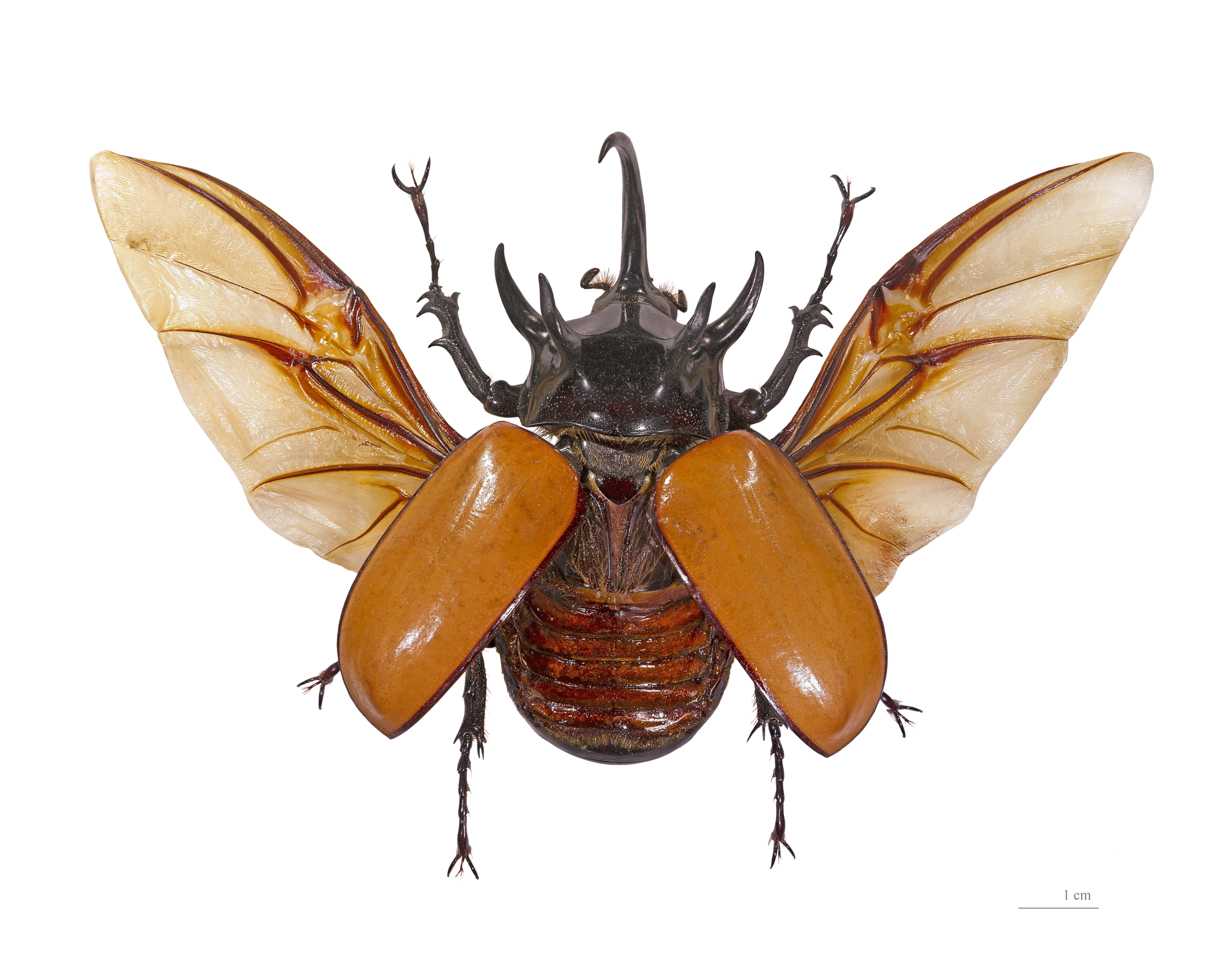
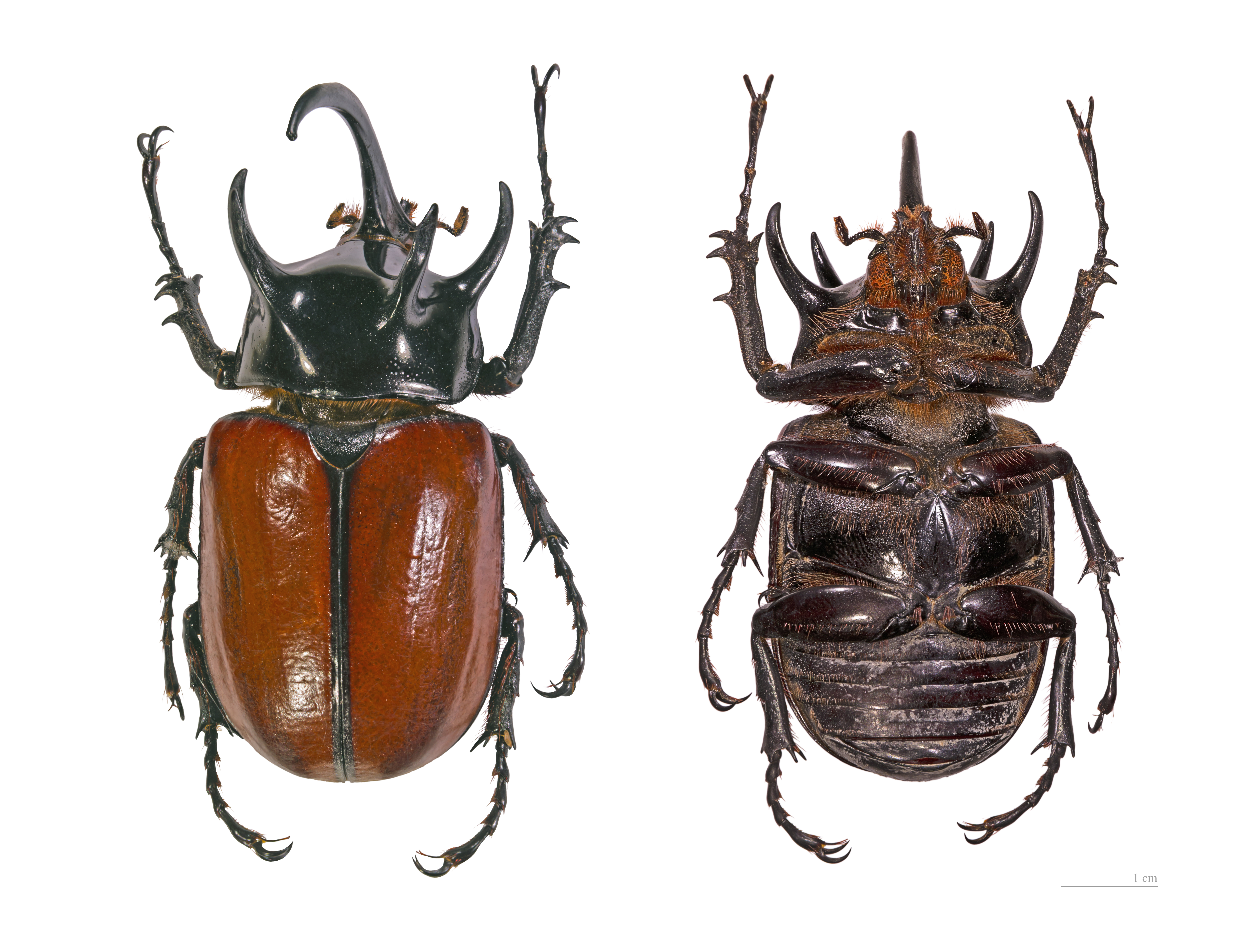